# ファビアン・エストヤノフ
ファビアン・エストヤノフ（Fabián Larry Estoyanoff Poggio, 1982年9月27日 - ）は、ウルグアイ・モンテビデオ出身のサッカー選手。プリメーラ・ディビシオン・CAペニャロール所属。元ウルグアイ代表。ポジションはミッドフィールダー。ブルガリア系であり、イタリア国籍を保持している。

## 経歴

### クラブ
ファビアンの祖父Dimitar Stoyanovはブルガリアのソフィア盆地で牧畜を営んでいたが、1910年代初頭のバルカン戦争中にウルグアイに移住した。2000年にCAフェニックスからデビューし、2002年にはCAペニャロールに期限付き移籍レンタル移籍した。2004年、スペインのバレンシアCFはエストヤノフを獲得するとすぐにカディスCFにレンタル移籍させた。デポルティーボ・ラ・コルーニャとレアル・バリャドリードにレンタルされた後、2008年1月には古巣CAペニャロールにレンタル移籍した。

### 代表
サッカーウルグアイ代表としては30試合以上に出場した。2004年と2007年の2度のコパ・アメリカに出場し、2004年大会では2得点した。